# Nati nel 1982/Ottobre
| Questa pagina contiene informazioni ricavate automaticamente dalle voci biografiche con l'ausilio del template Bio e di un bot. L'aggiornamento è periodico e automatico e ricostruisce completamente la pagina. Se manca una persona in questa lista, sei pregato di non aggiungerla, ma accertati piuttosto che la sua voce biografica contenga il template Bio e che i dati anagrafici siano correttamente compilati. Se il template Bio manca, inseriscilo tu stesso o, in alternativa, metti l'avviso {{tmp\|Bio}} che ne segnala la mancanza. Se i dati riportati sono sbagliati, correggi direttamente la voce biografica; le modifiche saranno visibili in questa lista entro pochi giorni. Per chiarimenti vedi il progetto biografie. La lista contiene solo le 423 persone che sono citate nell'enciclopedia e per le quali è stato implementato correttamente il template Bio. Pagina aggiornata al 10 ago 2025. |

- 1º ottobre - Ever Alfaro, ex calciatore costaricano
- 1º ottobre - Haruna Babangida, ex calciatore nigeriano
- 1º ottobre - Maha Chelly, ex cestista tunisina
- 1º ottobre - Olga Fonda, attrice e modella russa
- 1º ottobre - César Eduardo González, calciatore venezuelano
- 1º ottobre - Lery Hannany, calciatore francese
- 1º ottobre - Massimo La Rosa, maestro di scherma e dirigente sportivo italiano
- 1º ottobre - Claudio Marinaccio, fumettista e illustratore italiano
- 1º ottobre - Marija Mićović, ex cestista serba
- 1º ottobre - Sandra Oxenryd, cantante svedese
- 1º ottobre - Yuji Sakamoto, wrestler giapponese
- 1º ottobre - Sergio Sánchez, mezzofondista spagnolo
- 1º ottobre - Matt Stevens, rugbista a 15 sudafricano
- 1º ottobre - Sheena Tosta, ex ostacolista statunitense
- 1º ottobre - Zhang Liangliang, schermidore cinese
- 2 ottobre - Tyson Chandler, ex cestista statunitense
- 2 ottobre - Esra Gümüş, ex pallavolista turca
- 2 ottobre - Amanda Hale, attrice britannica
- 2 ottobre - Sati Kazanova, cantante, modella e attrice russa
- 2 ottobre - Stephen Pearson, ex calciatore scozzese
- 2 ottobre - Thomas Päch, allenatore di pallacanestro tedesco
- 2 ottobre - Adje, rapper olandese
- 2 ottobre - Jasmine Sinclair, modella britannica
- 2 ottobre - Gary Wilkinson, ex cestista statunitense
- 2 ottobre - Miki Yoshikawa, fumettista giapponese
- 2 ottobre - Igor Zelenay, ex tennista slovacco
- 3 ottobre - Ahmad Amiruddin, ex calciatore indonesiano
- 3 ottobre - Gervais Batota, ex calciatore congolese (Repubblica del Congo)
- 3 ottobre - Andrea Conti, pallavolista argentina
- 3 ottobre - Erik von Detten, attore statunitense
- 3 ottobre - Gao Yulan, canottiera cinese
- 3 ottobre - Server Jeparov, ex calciatore uzbeko
- 3 ottobre - Makoto Ojiro, fumettista e artista giapponese
- 3 ottobre - Vincent Péricard, ex calciatore francese
- 3 ottobre - Emma Pooley, ciclista su strada britannica
- 3 ottobre - Graeme Smith, ex calciatore scozzese
- 3 ottobre - Chris Thomas, ex cestista e allenatore di pallacanestro statunitense
- 3 ottobre - Washed Out, musicista statunitense
- 4 ottobre - Jon Ashton, ex calciatore inglese
- 4 ottobre - Grégory Christ, ex calciatore francese
- 4 ottobre - Jovan Damjanović, allenatore di calcio e ex calciatore serbo
- 4 ottobre - Aboubaka Fofana, ex calciatore francese
- 4 ottobre - Omer Golan, ex calciatore israeliano
- 4 ottobre - Takashi Kitano, ex calciatore giapponese
- 4 ottobre - Ilhan Omar, politica somala
- 4 ottobre - Ophelia Pastrana, attivista, comica e economista colombiana
- 4 ottobre - Martin Prokop, pilota di rally ceco
- 4 ottobre - Xue Yuyang, ex cestista cinese
- 5 ottobre - Mohammad-Javad Azari Jahromi, politico e ingegnere iraniano
- 5 ottobre - Thierno Bah, ex calciatore guineano
- 5 ottobre - Francisco Bosch, attore e ballerino spagnolo
- 5 ottobre - Karim Chaïbaï, ex giocatore di calcio a 5 belga
- 5 ottobre - Leïla Chaibi, politica francese
- 5 ottobre - Rustam Chudžamov, allenatore di calcio e ex calciatore ucraino
- 5 ottobre - Trent Cole, giocatore di football americano statunitense
- 5 ottobre - Henry Fa'arodo, ex calciatore salomonese
- 5 ottobre - Ximena Herrera, attrice e modella messicana
- 5 ottobre - Atli Jóhannsson, ex calciatore islandese
- 5 ottobre - Jurģis Kalns, allenatore di calcio e ex calciatore lettone
- 5 ottobre - Jessica Kelley, ex sciatrice alpina statunitense
- 5 ottobre - Arūnas Klimavičius, ex calciatore lituano
- 5 ottobre - Florian Kohfeldt, allenatore di calcio e ex calciatore tedesco
- 5 ottobre - Richard Lee, ex calciatore inglese
- 5 ottobre - Branko Mirković, ex cestista e dirigente sportivo serbo
- 5 ottobre - Víctor Moreira, ex calciatore andorrano
- 5 ottobre - Elena Romagnolo, mezzofondista e siepista italiana
- 5 ottobre - Michael Roos, ex giocatore di football americano statunitense
- 5 ottobre - Patrizia Terzoni, politica italiana
- 5 ottobre - Saori Yoshida, lottatrice giapponese
- 5 ottobre - Zhang Yining, ex tennistavolista cinese
- 6 ottobre - Gio Aplon, rugbista a 15 sudafricano
- 6 ottobre - Michael Arden, attore, cantante e regista teatrale statunitense
- 6 ottobre - Lewon Aronyan, scacchista armeno
- 6 ottobre - Stuart Attwell, arbitro di calcio inglese
- 6 ottobre - Sandrine Aubert, ex sciatrice alpina francese
- 6 ottobre - William Butler, musicista, polistrumentista e compositore statunitense
- 6 ottobre - Aleksandar Ćapin, ex cestista sloveno
- 6 ottobre - Anthony Coleman, ex cestista statunitense
- 6 ottobre - Ali Ewoldt, attrice teatrale e soprano statunitense
- 6 ottobre - Michael Frater, ex velocista giamaicano
- 6 ottobre - Tyler George, giocatore di curling statunitense
- 6 ottobre - Daniele Giuliani, doppiatore, dialoghista e direttore del doppiaggio italiano
- 6 ottobre - Tino Häber, giavellottista tedesco
- 6 ottobre - Alexander Lund Hansen, ex calciatore norvegese
- 6 ottobre - Jason Morgan, discobolo giamaicano
- 6 ottobre - Daniel Niculae, ex calciatore rumeno
- 6 ottobre - Walker Russell, ex cestista statunitense
- 7 ottobre - Sergio Battelli, politico italiano
- 7 ottobre - Giacomo Benedettini, ex calciatore sammarinese
- 7 ottobre - Madjid Bougherra, allenatore di calcio e ex calciatore algerino
- 7 ottobre - Jermain Defoe, allenatore di calcio e ex calciatore inglese
- 7 ottobre - Robby Ginepri, allenatore di tennis e ex tennista statunitense
- 7 ottobre - Kasper Jensen, ex calciatore danese
- 7 ottobre - Yundi Li, pianista cinese
- 7 ottobre - Ala'a Matalqa, calciatore giordano
- 7 ottobre - Jake McLaughlin, attore statunitense
- 7 ottobre - Marcus Nilsson, pallavolista svedese
- 7 ottobre - Camilla Sernagiotto, scrittrice e giornalista italiana
- 7 ottobre - Anastasija Stockaja, cantante russa
- 8 ottobre - Termanology, rapper statunitense
- 8 ottobre - Jeremy Kelly, ex cestista statunitense
- 8 ottobre - Arata Kodama, allenatore di calcio e ex calciatore giapponese
- 8 ottobre - Chizuru Kotō, ex pallavolista giapponese
- 8 ottobre - Mei Xiwen, giocatore di snooker cinese
- 8 ottobre - Jordan Opoku, ex calciatore ghanese
- 8 ottobre - Enrico Pantaleoni, giocatore di calcio a 5 italiano
- 8 ottobre - Mike Scifres, giocatore di football americano statunitense
- 8 ottobre - Annemiek van Vleuten, ex ciclista su strada, pistard e ciclocrossista olandese
- 9 ottobre - An Yong-mu, ex calciatore nordcoreano
- 9 ottobre - Nuno Belchior, giocatore di beach soccer portoghese
- 9 ottobre - Fahid Ben Khalfallah, ex calciatore tunisino
- 9 ottobre - Ebony Bones, cantautrice, produttrice discografica e attrice britannica
- 9 ottobre - Colin Donnell, attore statunitense
- 9 ottobre - Nate Doornekamp, ex cestista canadese
- 9 ottobre - Laura Forgia, showgirl, modella e attrice italiana
- 9 ottobre - Alan Gow, ex calciatore scozzese
- 9 ottobre - Kim Jin-yong, ex calciatore sudcoreano
- 9 ottobre - Kong Yingchao, ex biatleta cinese
- 9 ottobre - Modeste M'Bami, calciatore camerunese († 2023)
- 9 ottobre - António Mendonça, ex calciatore angolano
- 9 ottobre - Laurent Micheli, regista e sceneggiatore belga
- 9 ottobre - Nian Yun, ex nuotatrice cinese
- 9 ottobre - Oh Se-jong, pattinatore di short track sudcoreano († 2016)
- 9 ottobre - Shi Jun, ex calciatore cinese
- 9 ottobre - Stefano Vergani, cantautore italiano
- 9 ottobre - Lindsey Weedon, pentatleta britannica
- 9 ottobre - Lucas de Deus Santos, ex calciatore brasiliano
- 9 ottobre - António Oliveira, allenatore di calcio e ex calciatore portoghese
- 10 ottobre - Yasser Al-Qahtani, ex calciatore saudita
- 10 ottobre - Cheick Bathily, calciatore maliano
- 10 ottobre - Aušra Bimbaitė, ex cestista lituana
- 10 ottobre - David Cal, canoista spagnolo
- 10 ottobre - Ca$his, rapper statunitense
- 10 ottobre - Tat'jana Firova, ex velocista russa
- 10 ottobre - Logi Geirsson, ex pallamanista islandese
- 10 ottobre - Tony Khan, imprenditore e dirigente sportivo statunitense
- 10 ottobre - Tadas Klimavičius, ex cestista lituano
- 10 ottobre - David Konečný, pallavolista ceco
- 10 ottobre - Rory Lamont, ex rugbista a 15 britannico
- 10 ottobre - Mélonin Noumonvi, lottatore francese
- 10 ottobre - Berk Oktay, attore e modello turco
- 10 ottobre - Jason Oost, allenatore di calcio e ex calciatore olandese
- 10 ottobre - Erik Santos, cantante e attore filippino
- 10 ottobre - Dan Stevens, attore britannico
- 10 ottobre - Jef Van Der Jonckheyd, ex cestista belga
- 10 ottobre - Sherzodjon Yusupov, sollevatore uzbeko
- 10 ottobre - Kalle da Silva Gonçalves, ex giocatore di football americano, allenatore di football americano e artista marziale misto finlandese
- 11 ottobre - Ansi Agolli, ex calciatore albanese
- 11 ottobre - Patrick Biggs, ex sciatore alpino canadese
- 11 ottobre - Gérald Darmanin, politico francese
- 11 ottobre - Trevor Donovan, modello e attore statunitense
- 11 ottobre - Giorgio Giampà, compositore, musicista e produttore cinematografico italiano
- 11 ottobre - Ilan Halimi, francese († 2006)
- 11 ottobre - Martin Kryštof, pallavolista ceco
- 11 ottobre - Blandine Lachèze, pentatleta francese
- 11 ottobre - Caroline Lind, canottiera statunitense
- 11 ottobre - Chris McNaughton, ex cestista tedesco
- 11 ottobre - Martina Müller, tennista tedesca
- 11 ottobre - Mark Popovic, hockeista su ghiaccio canadese
- 11 ottobre - Lucas Rey, hockeista su prato argentino
- 11 ottobre - Edoardo Rialti, scrittore, traduttore e docente italiano
- 11 ottobre - Salim Stoudamire, ex cestista statunitense
- 11 ottobre - Terrell Suggs, giocatore di football americano statunitense
- 11 ottobre - Jadier Valladares, ex sollevatore cubano
- 11 ottobre - Steven De Decker, ex ciclista su strada e ciclocrossista belga
- 11 ottobre - Mauricio Victorino, allenatore di calcio e ex calciatore uruguaiano
- 11 ottobre - Matthias Witthaus, hockeista su prato tedesco
- 11 ottobre - Shinsuke Yamanaka, ex pugile giapponese
- 11 ottobre - Valentina Zeljaeva, modella russa
- 12 ottobre - Aleksandr Arekeev, ex ciclista su strada russo
- 12 ottobre - Luca Bellini, sportivo italiano
- 12 ottobre - Luigi Cavenago, fumettista e illustratore italiano
- 12 ottobre - Roger Cruickshank, ex sciatore alpino britannico
- 12 ottobre - Adeline Dieudonné, scrittrice belga
- 12 ottobre - Paweł Golański, ex calciatore polacco
- 12 ottobre - Martín Guzmán, politico e economista argentino
- 12 ottobre - Tyler Hanes, attore, cantante e ballerino statunitense
- 12 ottobre - Benn Harradine, discobolo australiano
- 12 ottobre - Pita David Maki, calciatore vanuatuano
- 12 ottobre - Scott Martin, pesista e discobolo australiano
- 12 ottobre - Josimar Mosquera, ex calciatore colombiano
- 12 ottobre - Eri Otoguro, attrice giapponese
- 12 ottobre - Émile Parisien, sassofonista e compositore francese
- 12 ottobre - Rossana Pasquino, schermitrice italiana
- 12 ottobre - Chand Torsvik, cantante indiano
- 12 ottobre - Lara Trump, produttrice televisiva statunitense
- 13 ottobre - Kári Árnason, ex calciatore islandese
- 13 ottobre - Raúl Cárdenas Zambrano, ex cestista, allenatore di pallacanestro e dirigente sportivo ecuadoriano
- 13 ottobre - Davide Carteri, ex calciatore italiano
- 13 ottobre - Hans Cornelis, allenatore di calcio e ex calciatore belga
- 13 ottobre - Thierry Fidjeu, ex calciatore camerunese
- 13 ottobre - Mika Hijii, attrice, modella e personaggio televisivo giapponese
- 13 ottobre - Luboš Ilizi, ex calciatore slovacco
- 13 ottobre - Jo Yoon-hee, attrice sudcoreana
- 13 ottobre - Tamás Kulcsár, calciatore ungherese
- 13 ottobre - Phil Mer, batterista e compositore italiano
- 13 ottobre - Donaldo Morales, calciatore honduregno
- 13 ottobre - Antonio Pavanello, dirigente sportivo e ex rugbista a 15 italiano
- 13 ottobre - Gonzalo Segares, ex calciatore costaricano
- 13 ottobre - Jon Stevenson, allenatore di calcio e ex calciatore inglese
- 13 ottobre - Ondřej Synek, canottiere ceco
- 13 ottobre - Ian Thorpe, ex nuotatore australiano
- 13 ottobre - Adrián de Lemos, calciatore costaricano
- 14 ottobre - Vladimir Djatčin, nuotatore russo
- 14 ottobre - Joe Keenan, ex calciatore inglese
- 14 ottobre - Alessandro Magro, allenatore di pallacanestro italiano
- 14 ottobre - Guillem Rubio, ex cestista spagnolo
- 14 ottobre - Marc Ryan, pistard neozelandese
- 14 ottobre - Benh Zeitlin, regista, sceneggiatore e compositore statunitense
- 15 ottobre - Pasquale Carotenuto, ex calciatore e ex giocatore di beach soccer italiano
- 15 ottobre - Paolo Castaldi, fumettista e illustratore italiano
- 15 ottobre - Toran Caudell, attore, doppiatore e musicista statunitense
- 15 ottobre - Craig Coxhell, pilota motociclistico australiano
- 15 ottobre - Paulini, cantante figiana
- 15 ottobre - Tamás Decsi, schermidore ungherese
- 15 ottobre - Andreas Dietziker, ex ciclista su strada svizzero
- 15 ottobre - Melitón Hernández, ex calciatore messicano
- 15 ottobre - Charline Labonté, hockeista su ghiaccio canadese
- 15 ottobre - Steve Leven, ex cestista australiano
- 15 ottobre - Tenzin Losang Gyatso, monaco buddhista tibetano
- 15 ottobre - Yōko Maki, attrice giapponese
- 15 ottobre - Matías Oyola, ex calciatore argentino
- 15 ottobre - Saif Saaeed Shaheen, siepista e mezzofondista keniota
- 15 ottobre - Tama Tonga, wrestler tongano
- 15 ottobre - Yoel Colomé, calciatore cubano
- 15 ottobre - Nathalie Viérin, ex tennista italiana
- 15 ottobre - Kirsten Wild, ex ciclista su strada e pistard olandese
- 15 ottobre - Jesse Witten, tennista statunitense
- 16 ottobre - Alan Anderson, ex cestista statunitense
- 16 ottobre - Carlo Belmondo, attore e cantante italiano
- 16 ottobre - Mate Dujilo, allenatore di calcio e ex calciatore croato
- 16 ottobre - Matt Giordano, giocatore di football americano statunitense
- 16 ottobre - Igor Jovović, allenatore di pallacanestro montenegrino
- 16 ottobre - Elina Kero, giocatrice di football americano e allenatrice di football americano finlandese
- 16 ottobre - Kim Ah-joong, attrice sudcoreana
- 16 ottobre - Raven Klaasen, tennista sudafricano
- 16 ottobre - Andrej Makoveev, ex biatleta russo
- 16 ottobre - Frédéric Michalak, ex rugbista a 15 francese
- 16 ottobre - Darius Rice, ex cestista statunitense
- 16 ottobre - Cristian Riveros, ex calciatore paraguaiano
- 16 ottobre - Joško Srzić, ex cestista e allenatore di pallacanestro serbo
- 16 ottobre - Sjarhej Veramko, allenatore di calcio e ex calciatore bielorusso
- 16 ottobre - Tyla Wynn, ex attrice pornografica statunitense
- 16 ottobre - Yang Lian, ex sollevatrice cinese
- 17 ottobre - Marysa Baradji-Duchêne, schermitrice francese
- 17 ottobre - Ahmed Daher, ex calciatore gibutiano
- 17 ottobre - Kaitlin Leck, ex pallavolista statunitense
- 17 ottobre - Marija Marković, scultrice serba
- 17 ottobre - Jean-Felix Moupegnou, cestista della Repubblica del Congo
- 17 ottobre - Yūko Ōga, ex cestista e allenatrice di pallacanestro giapponese
- 17 ottobre - Rubén Ramírez, ex calciatore argentino
- 17 ottobre - Marion Rolland, ex sciatrice alpina francese
- 17 ottobre - Anna Tunnicliffe, velista statunitense
- 18 ottobre - Michael Dingsdag, ex calciatore olandese
- 18 ottobre - Barbora Fabianová, ex cestista slovacca
- 18 ottobre - Simon Gotch, wrestler statunitense
- 18 ottobre - Loboda, cantante ucraina
- 18 ottobre - Juanma Marrero, ex calciatore spagnolo
- 18 ottobre - Carlos Pezzullo, giocatore di baseball e allenatore di baseball venezuelano
- 18 ottobre - Mark Sampson, allenatore di calcio e ex calciatore gallese
- 18 ottobre - Maksim Vylegžanin, fondista russo
- 19 ottobre - Valerio Barigelli, giocatore di calcio a 5 italiano
- 19 ottobre - Damian Cudlin, pilota motociclistico australiano
- 19 ottobre - Brandon Curry, culturista statunitense
- 19 ottobre - John Goldsberry, ex cestista statunitense
- 19 ottobre - Chantal Groot, ex nuotatrice olandese
- 19 ottobre - J.A. Happ, giocatore di baseball statunitense
- 19 ottobre - Gillian Jacobs, attrice statunitense
- 19 ottobre - Pekka Lagerblom, ex calciatore finlandese
- 19 ottobre - Dragana Marinković, pallavolista croata
- 19 ottobre - Andreas Matt, ex sciatore freestyle austriaco
- 19 ottobre - Simone Mina, pallanuotista italiano
- 19 ottobre - María Fernanda Neil, cantante, attrice e modella argentina
- 19 ottobre - Louis Oosthuizen, golfista sudafricano
- 19 ottobre - Gonzalo Pineda, allenatore di calcio e ex calciatore messicano
- 19 ottobre - Bryce Pinkham, attore statunitense
- 19 ottobre - Danny Pugh, allenatore di calcio e ex calciatore inglese
- 20 ottobre - José Acasuso, ex tennista argentino
- 20 ottobre - Ahmad Alenemeh, allenatore di calcio e ex calciatore iraniano
- 20 ottobre - Kristian Bak Nielsen, ex calciatore danese
- 20 ottobre - Johannes Brenner, ex giocatore di football americano e allenatore di football americano tedesco
- 20 ottobre - Ousmane Cissé, ex cestista maliano
- 20 ottobre - Katie Featherston, attrice statunitense
- 20 ottobre - Wojciech Łobodziński, ex calciatore polacco
- 20 ottobre - Manuel Mancini, tiratore a volo sammarinese
- 20 ottobre - Lawrence Roberts, ex cestista statunitense
- 20 ottobre - Anton Sacharov, ex calciatore russo
- 20 ottobre - William Artur de Oliveira, ex calciatore brasiliano
- 21 ottobre - Julija Abramčuk, arrampicatrice russa
- 21 ottobre - Agnieszka Bibrzycka, ex cestista polacca
- 21 ottobre - Matt Dallas, attore statunitense
- 21 ottobre - Samir Fazlagić, ex calciatore norvegese
- 21 ottobre - Marija Gajdar, politica russa
- 21 ottobre - Rafael Paulo Glaeser, giocatore di calcio a 5 brasiliano
- 21 ottobre - Féthi Harek, ex calciatore algerino
- 21 ottobre - Kaori Inoue, ex pallavolista giapponese
- 21 ottobre - Antony Kay, ex calciatore inglese
- 21 ottobre - Lee Chong Wei, giocatore di badminton malese
- 21 ottobre - Liberato Pellecchia, maratoneta italiano
- 21 ottobre - Harumi Sakurai, doppiatrice giapponese
- 21 ottobre - Ryan Semple, ex sciatore alpino canadese
- 21 ottobre - Vít Vrtělka, calciatore ceco
- 21 ottobre - James White, ex cestista statunitense
- 21 ottobre - Marcos Roberto da Silva Barbosa, ex calciatore brasiliano
- 21 ottobre - Qairat Äşırbekov, ex calciatore kazako
- 22 ottobre - Valentin Badea, ex calciatore rumeno
- 22 ottobre - Brian Bixler, ex giocatore di baseball statunitense
- 22 ottobre - Robinson Canó, giocatore di baseball dominicano
- 22 ottobre - Daniel Cuello, fumettista e illustratore italiano
- 22 ottobre - Melinda Czink, ex tennista ungherese
- 22 ottobre - Maddalena Ferrara, attrice e modella italiana
- 22 ottobre - Oleksandr Kučer, allenatore di calcio e ex calciatore ucraino
- 22 ottobre - Ling Jie, ex ginnasta cinese
- 22 ottobre - Rio Matsumoto, attrice, modella e stilista giapponese
- 22 ottobre - Heath Miller, ex giocatore di football americano statunitense
- 22 ottobre - Daniel Nardiello, ex calciatore gallese
- 22 ottobre - Darren O'Day, giocatore di baseball statunitense
- 22 ottobre - Mark Renshaw, ex ciclista su strada e pistard australiano
- 22 ottobre - Carlos Torres, giocatore di baseball statunitense
- 22 ottobre - Bilal Velija, ex calciatore macedone
- 23 ottobre - Bianca Bai, attrice e modella taiwanese
- 23 ottobre - Rodolfo Dantas Bispo, ex calciatore brasiliano
- 23 ottobre - Ana Dulce Félix, mezzofondista e maratoneta portoghese
- 23 ottobre - J̌ivan Gasparyan, compositore armeno
- 23 ottobre - Kristjan Kangur, ex cestista estone
- 23 ottobre - Miguel Lloyd, calciatore dominicano
- 23 ottobre - Aleksandar Luković, allenatore di calcio e ex calciatore serbo
- 23 ottobre - Rickey Paulding, ex cestista statunitense
- 23 ottobre - Bradley Pierce, attore e doppiatore statunitense
- 23 ottobre - Gessica Rostellato, politica italiana
- 23 ottobre - Diego Pelicles da Silva, ex calciatore brasiliano
- 24 ottobre - Adel Abbas, ex calciatore bahreinita
- 24 ottobre - Marta Avogadri, ex velocista italiana
- 24 ottobre - Fairuz Fauzy, pilota automobilistico malese
- 24 ottobre - Sakīs Giannakopoulos, allenatore di pallacanestro e ex cestista greco
- 24 ottobre - Katarzyna Karasińska, ex sciatrice alpina polacca
- 24 ottobre - Liu Li Yang, cantante cinese
- 24 ottobre - Víctor Moya, altista cubano
- 24 ottobre - Zbyněk Pospěch, calciatore ceco
- 24 ottobre - Ricardo André, ex calciatore portoghese
- 25 ottobre - Grigol Dolidze, ex calciatore georgiano
- 25 ottobre - Victoria Francés, illustratrice spagnola
- 25 ottobre - Devin Green, ex cestista statunitense
- 25 ottobre - Guido Grünheid, ex cestista tedesco
- 25 ottobre - Aurimas Kieža, ex cestista lituano
- 25 ottobre - Heather Mandoli, canottiera canadese
- 25 ottobre - Mike Sweetney, ex cestista statunitense
- 25 ottobre - Mickaël Tavares, ex calciatore senegalese
- 25 ottobre - Rainer Wirth, ex calciatore cileno
- 26 ottobre - Nicola Adams, ex pugile britannica
- 26 ottobre - Adam Carroll, pilota automobilistico britannico
- 26 ottobre - Nick Chadwick, allenatore di calcio e ex calciatore inglese
- 26 ottobre - Róbert Demjan, calciatore slovacco
- 26 ottobre - Dario Dentale, canottiere italiano
- 26 ottobre - Caleb Folan, ex calciatore irlandese
- 26 ottobre - Han Yanming, ex calciatore cinese
- 26 ottobre - Sōta Nakazawa, ex calciatore giapponese
- 26 ottobre - Dave Rayner, giocatore di football americano statunitense
- 26 ottobre - Ulrich Robeiri, schermidore francese
- 26 ottobre - Pasi Schwalger, ex calciatore samoano
- 26 ottobre - Łukasz Seweryn, ex cestista e allenatore di pallacanestro polacco
- 27 ottobre - Daniel Antonioli, triatleta italiano
- 27 ottobre - Tomás Bartomeus, ex calciatore paraguaiano
- 27 ottobre - Luis Contreras, calciatore salvadoregno
- 27 ottobre - Litzy, cantante e attrice messicana
- 27 ottobre - Patrick Fugit, attore statunitense
- 27 ottobre - Ronny Hodel, ex calciatore svizzero
- 27 ottobre - Javier Malagueño, ex calciatore argentino
- 27 ottobre - Jessy Matador, cantante e ballerino francese
- 27 ottobre - Jean-Paul Ndeki, ex calciatore camerunese
- 27 ottobre - Dorota Nvotová, cantautrice e attrice slovacca
- 27 ottobre - Gediminas Paulauskas, ex calciatore lituano
- 27 ottobre - Emanuela Ramon, ex cestista italiana
- 27 ottobre - James Riley, ex calciatore statunitense
- 27 ottobre - Wai Tong Ho, calciatore macaense
- 27 ottobre - Joana Zimmer, cantante tedesca
- 28 ottobre - David Hawkins, ex cestista statunitense
- 28 ottobre - Elizaveta Ivlieva, pattinatrice di short track russa
- 28 ottobre - Mai Kuraki, cantautrice e produttrice discografica giapponese
- 28 ottobre - Chris Lee, cantante e rapper norvegese
- 28 ottobre - Robert Lupu, allenatore di calcio a 5 e ex giocatore di calcio a 5 romeno
- 28 ottobre - Jean Pascal, pugile haitiano
- 28 ottobre - Vanja Radovanović, cantante montenegrino
- 28 ottobre - Àngel Rangel, ex calciatore spagnolo
- 28 ottobre - Rocky Romero, wrestler cubano
- 28 ottobre - Matt Smith, attore britannico
- 28 ottobre - Michael Stahl-David, attore statunitense
- 28 ottobre - Čedomir Vitkovac, ex cestista serbo
- 29 ottobre - Fredrik Dahm, calciatore norvegese
- 29 ottobre - Thomas Dantone, ex hockeista su ghiaccio italiano
- 29 ottobre - Thaïs Henríquez, sincronetta spagnola
- 29 ottobre - Ariel Lin, cantante e attrice taiwanese
- 29 ottobre - Matthew Pennycook, politico inglese
- 29 ottobre - Frazer Richardson, ex calciatore inglese
- 29 ottobre - Dominique Rollin, ex ciclista su strada canadese
- 29 ottobre - Laëtitia Salles, ex rugbista a 15 francese
- 29 ottobre - Chelan Simmons, attrice e ex modella canadese
- 29 ottobre - Mariona Tena, attrice e modella spagnola
- 29 ottobre - Luis Yanes, ex calciatore colombiano
- 29 ottobre - Nikolaj Čebot'ko, fondista kazako († 2021)
- 30 ottobre - Dmitrij Abramovič, bobbista russo
- 30 ottobre - Chimène Badi, cantante francese
- 30 ottobre - Lizzie, cantante faroese
- 30 ottobre - Jessica Campbell, attrice statunitense († 2020)
- 30 ottobre - Juan Carlos Escobar, ex calciatore colombiano
- 30 ottobre - Jon Foo, attore, artista marziale e stuntman inglese
- 30 ottobre - Andy Greene, hockeista su ghiaccio statunitense
- 30 ottobre - Yūsuke Igawa, ex calciatore giapponese
- 30 ottobre - Łukasz Majewski, ex cestista e allenatore di pallacanestro polacco
- 30 ottobre - David Marty, rugbista a 15 francese
- 30 ottobre - Clémence Poésy, attrice e modella francese
- 30 ottobre - Lamar Rice, ex cestista statunitense
- 30 ottobre - Patrick Sullivan, calciatore irlandese
- 30 ottobre - Edin Terzić, allenatore di calcio e ex calciatore tedesco
- 31 ottobre - Ali Al-Namash, ex calciatore kuwaitiano
- 31 ottobre - Billy Bajema, ex giocatore di football americano statunitense
- 31 ottobre - Justin Chatwin, attore canadese
- 31 ottobre - Javier Elizondo, ex calciatore argentino
- 31 ottobre - Tea Hiilloste, cantante finlandese
- 31 ottobre - Hong Jin-ho, videogiocatore sudcoreano
- 31 ottobre - José David Moreno Chacón, ex calciatore venezuelano
- 31 ottobre - Toussaint Natama, calciatore burkinabé († 2024)
- 31 ottobre - Tomáš Plekanec, hockeista su ghiaccio ceco